# Mongolarachne
Genre
Mongolarachne est un  genre fossile d'araignées aranéomorphes de la famille des Mongolarachnidae.

## Distribution et datation
Mongolarachne a été découvert dans les bancs de Daohugou dans le xian de Ningcheng en Mongolie-Intérieure dans le nord-est de la Chine. Il s'agit de sédiments constitués de cendres volcaniques finement laminées (tufs), de siltstones tufacés et de calcaires fins déposés dans un lac dans une région volcanique. L'âge des bancs de Daohugou a été longtemps discuté, ils sont maintenant rattachés à la formation de Tiaojishan. Une datation argon-argon en 2012 a confirmé plusieurs études précédentes et leur a attribué un âge de (164 ± 4 Ma) à la limite entre le Jurassique moyen et supérieur,,.

## Liste des espèces
Selon The World Spider Catalog 20.5 :
- † Mongolarachne jurassica (Selden, Shih & Ren, 2011)

## Espèce falsifiée
Une seconde espèce avait été décrite dans ce genre sous le nom de Mongolarachne chaoyangensis par Cheng, Liu, Huang, Liu, Li et Li en 2019. Il a été démontré qu'elle était basée sur un fossile truqué de l'écrevisse Cricoidoscelosus aethus.

## Publication originale
- (en) Selden, Shih & Ren, 2013 : A giant spider from the Jurassic of China reveals greater diversity of the orbicularian stem group. Naturwissenschaften, vol. 100, no 2, p. 1171–1181.